# Abbe-Prisma
Das Abbe-Prisma, benannt nach dem deutschen Physiker Ernst Abbe, ist ein spezielles Dispersionsprisma, das ähnlich wie das Pellin-Broca-Prisma eine konstante Strahlablenkung (60°) bewirkt.
Im weiteren Sinn werden unter dem Begriff Abbe-Prisma verschiedene von Ernst Abbe entwickelte und eingesetzte Prismen bezeichnet.
Dazu zählen neben dem Dispersionsprisma die damit nicht zu verwechselnden nichtdispersiven Reflexionsprismen wie das Porroprisma 2. Art und das Abbe-König-Prisma sowie deren Varianten.

## Aufbau und Funktionsweise

Strahlengang in einem dispersiven Abbe-Prisma

Das Abbe-Prisma ist von seiner Form her ein geometrisches Prisma, welches als Grundfläche ein rechtwinkliges Dreieck mit den Innenwinkeln 30°, 60° und 90° besitzt. Es besteht in der Regel aus Glas oder einem anderen transparenten Material. Dabei wird das Licht in der Regel auf die kürzere Seitenfläche eingestrahlt und in das Prisma gebrochen. Anschließend trifft es auf die zweite Kathetenseite, an der es totalreflektiert wird (entsprechende Materialwahl, die Totalreflexion ermöglicht, vorausgesetzt), und tritt dann an der dritten Kante aus dem Prismas aus.
Das Prisma ist für eine definierte Wellenlänge des Lichts ausgelegt und lenkt diese um genau 60° vom ursprünglichen Strahlenverlauf ab. Alle anderen Wellenlängen werden um größere oder kleinere Winkel abgelenkt. Die Auswahl der Wellenlänge geschieht durch Drehung des Prismas in der Ebene der Grundfläche und ist aufgrund des Verlaufs der Dispersion nicht-linear zum Drehwinkel.
Zur Verbesserung der optischen Eigenschaften kann das Abbe-Prisma aus verschiedenen Einzelprismen zusammengesetzt werden, beispielsweise aus zwei Halbprismen und einem Reflexionsprisma. Vorteilhaft hierbei ist der Einsatz stärker brechender Materialien (für das Reflexionsprisma), die Totalreflexion in einem größeren Spektralbereich ermöglichen. Die beiden Halbprismen aus niedriger brechendem Material bewirken eine Verringerung der Reflexionsverluste.
Durch die Zusammensetzung aus mehreren Einzelprismen muss die Grundform nicht mehr zwangsläufig ein Dreieck sein. Daher finden sich in der Literatur weitere Geometrien, die als Abbe-Prisma bezeichnet werden.